# Каредду, Стефания
Стефания Каредду (род. 13 января 1945) — итальянская актриса театра и кино.

## Жизнь и карьера
Стефания Каредду родилась в Бергамо, дочь писательницы Марианны Фригени. Дебютировала в кино в 1965 году, в небольшой роли в фильме Джанни Пуччини I soldi, а в следующем году в её активе была уже первая серьёзная роль в картине Нело Ризи Andremo in città. После ряда второстепенных ролей, в том числе в некоторых спагетти-вестернах, где она снималась под именем Карин О’Хары, Каредду оставила карьеру актрисы.

## Избранная фильмография
- I soldi (1965)
- Andremo in città (1966)
- Any Gun Can Play (1967)
- Дон Джованни на Сицилии / Don Giovanni in Sicilia (1967)
- Your Turn to Die (1967)
- Johnny Hamlet (1968)
- When Women Were Called Virgins (1972)
- Il marito in collegio (1977)